# Гранд Верт (Долина Аосте)
Гранд Верт је насеље у Италији у округу Долина Аосте, региону Долина Аосте.
Према процени из 2011. у насељу је живело 292 становника. Насеље се налази на надморској висини од 315 м.